# Malvas (El Oro)
Malvas ist eine Ortschaft und eine Parroquia rural („ländliches Kirchspiel“) im Kanton Zaruma der ecuadorianischen Provinz El Oro. Die Parroquia besitzt eine Fläche von 13,53 km². Die Einwohnerzahl lag im Jahr 2010 bei 1185.

## Lage
Die Parroquia Malvas liegt im Südwesten von Ecuador in den westlichen Ausläufern der Anden. Der Fluss Río Calera, ein Zufluss des Río Pindo, rechter Quellfluss des Río Puyango, begrenzt das Verwaltungsgebiet im Westen. Der 1160 m hoch gelegene Hauptort Malvas befindet sich 4 km nordnordwestlich vom Kantonshauptort Zaruma. Die Fernstraße E585 von Zaruma nach Buenavista führt an Malvas vorbei.
Die Parroquia Malvas grenzt im Norden an die Parroquias Muluncay und Arcapamba, im Osten und im Süden an die Parroquia Zaruma sowie im Westen an das Municipio Piñas.

## Orte und Siedlungen
Neben dem Hauptort Malvas gibt es noch folgende Orte in der Parroquia: Botoneros, Celica, Palo Solo, Portete, Ramírez Pamba, Zaruma Urcu und Vizcaya.

## Geschichte
Die Parroquia Malvas wurde mehrfach gegründet. Die Gründungen in den Jahren 1884 und 1911 hatten keinen langen Bestand. Schließlich wurde die Parroquia Malvas am 19. März 1934 endgültig gegründet.